# ハーゲン数
ハーゲン数（ハーゲンすう）は、流体力学で使われる無次元数の一つ。名はゴットヒルフ・ハーゲンにちなむ。以下の公式で求められる。
{\displaystyle Hg={\frac {l^{3}P}{L\rho \nu ^{2}}}}
ただし、{\displaystyle Hg}はハーゲン数、{\displaystyle l}は流体の特性長、{\displaystyle P}は流体の圧力の低下、{\displaystyle L}は流体の流動長、{\displaystyle \rho }は流体の密度、{\displaystyle \nu }は運動量の拡散率を示している。